# Monte Nevado de Incahuasi
Il Nevado de Incahuasi o Cerro de Incahuasi, è un campo vulcanico delle Ande alto 6.610 metri.
Si trova parte nel territorio della provincia argentina di Catamarca e parte nella regione cilena di Atacama. È il settimo vulcano più alto del mondo. Il suo nome in lingua quechua significa "casa dell'Inca".